# Mladá Lady Chatterleyová II.
Mladá Lady Chatterleyová II (anglicky Young Lady Chatterley II) je americký erotický film z roku 1985 na motivy románu Milenec lady Chatterleyové režírovaný Alanem Robertsem. První díl Young Lady Chatterley natočil Roberts v roce 1977.

## Děj
Cynthia, mladá lady Chatterleyová, si připadá zanedbávaná svým manželem. Během jeho nepřítomnosti se snaží svoji touhu uspokojit se svým personálem, ale vždy je vyrušena nějakou návštěvou a personál se uspokojí sám. Jednoho dne lady Chatterleyovou navštíví její dávný přítel se svojí sestrou a jejím synem Virgilem. Její přítel odmítá sex, protože to slíbil svojí sestře. Touha lady Chatterleyové po sexuálním uspokojení je pak ukojena, když zůstane v pokoji sama s Virgilem, kterého svede a pro kterého je to tak první sexuální zkušenost se ženou. Lady Chatterleyová ale stále touží po sexu se svým přítelem a tedy vymyslí plán, aby její zahradník Thomas svedl sestru jejího přítele.

## Obsazení
| Harlee McBride      | Cynthia Chatterley           |
| Brett Baxter Clark  | zahradník Thomas             |
| Ed Quinlan          | Philip Carlyle               |
| Adam West           | Professor Arthur Bohart Jr.  |
| Sybil Danning       | Judith Grimmer               |
| John St. Angelo     | Virgil Grimmer               |
| Steven Kean Mathews | Robert Downing               |
| Alex Sheaf          | Count Rollei / Roger Wilkins |
| Mike Reynolds       | Howard Beechum III           |
| Brandon Brady       | Malcolm Twistle              |
| Joi Staton          | služebná Mary                |
| Henry Charles       | Ernest                       |
| Winston Richard     | Carl                         |
| Barbara Stewart     | Eleanor                      |
| Alexandra Day       | Jenny                        |
| Wendy Barry         | Sybil                        |
| Monique Gabrielle   | Eunice                       |
| Allene Simmons      | Marta, služebná v posteli    |
| Brandy Lyne         | Wanda, služebná v posteli    |
| Wendy Hoffman       | uchazečka o místo služebné   |
| Marika Van Kampen   | uchazečka o místo služebné   |
| Ron Lovelace        | uchazeč o místo zahradníka   |
| Howard Huston       | Edwards, nový zahradník      |
| Bruce Heighley      | reportér                     |
| Karen Scott         | lady Cavendishová            |
| Keith McConnell     | lord Cavendish               |